# Matt Giordano
Matthew Victor Giordano (Fresno, 16 ottobre 1982) è un giocatore di football americano statunitense che ha militato nel ruolo di safety nella National Football League (NFL). Fu scelto nel corso del quarto giro (134º assoluto) del Draft NFL 2005 dagli Indianapolis Colts. Al college giocò a football all'Università della California - Berkeley. È il pronipote del campione di pugilato Raffaele Giordano, noto come Young Corbett III.

## Carriera professionistica

### Indianapolis Colts (2005-2008)
Giordano fu scelto nel corso del quarto giro del Draft 2005 dagli Indianapolis Colts. Il 25 luglio firmò un contratto triennale. Debuttò nella NFL l'11 settembre 2005 contro i Baltimore Ravens.
Il 10 dicembre 2006 contro i Jacksonville Jaguars fece il suo primo intercetto in carriera sul lancio di David Garrard. Vinse il Super Bowl in finale contro i Chicago Bears.
Il 6 settembre 2007 contro i New Orleans Saints fece un intercetto sul lancio di Drew Brees. Il 23 dicembre contro gli Houston Texans intercettò un lancio di Sage Rosenfels.
Il 17 aprile 2009 firmò un contratto di un anno ma poi il 6 settembre venne svincolato.

### Green Bay Packers
Il 23 settembre 2009 firmò con i Packers con cui giocò solo 5 partite. Il 5 marzo 2010 venne svincolato.

### Atlanta Falcons
Il 16 marzo 2010 firmò con i Falcons ma il 31 agosto venne svincolato.

### New Orleans Saints
Il 12 ottobre 2010 firmò con i Saints un contratto di un anno. Con loro giocò 9 partite.

### Oakland Raiders
Il 15 agosto firmò con i Raiders, il 3 settembre venne svincolato, ma dopo tre giorni rifirmò un contratto di un anno. Il 16 ottobre contro i Cleveland Browns fece il suo primo sack in carriera. Il 10 novembre contro i San Diego Chargers fece un importante intercetto. Il 20 novembre contro i Minnesota Vikings fece un altro intercetto. Il 24 dicembre contro i Kansas City Chiefs fece un intercetto e nell'ultima partita della stagione del 2 gennaio 2012 fece il suo quinto intercetto della stagione sul lancio di Philip Rivers.
Il 17 aprile 2012 rifirmò un annuale di 825.000 dollari. Il 28 ottobre contro i Kansas City Chiefs fece il suo primo intercetto stagionale ritornandolo per 21 yard. Il 2 dicembre contro i Cleveland Browns fece il secondo intercetto stagionale ai danni di Brandon Weeden sulle 3 yard proprie ritornandolo per 24 yard. Il 30 dicembre contro i San Diego Chargers totalizzò la sua 100a partita nella NFL.

### St. Louis Rams
Il 14 giugno 2013 firmò un contratto annuale con i Rams. Nella settimana 5 mise a segno un intercetto su Blaine Gabbert dei Jacksonville Jaguars ritornandolo per 82 yard in touchdown.

## Palmarès
- Super Bowl : 1

Indianapolis Colts: Super Bowl XLI
- American Football Conference Championship: 2

Indianapolis Colts: 2006, 2009

## Statistiche
| Partite totali             | 100 |
| Partite da titolare        | 28  |
| Tackle totali              | 206 |
| Sack fatti                 | 1   |
| Intercetti fatti           | 10  |
| Touchdown sugli intercetti | 1   |
| Fumble forzati             | 1   |
| Fumble recuperati          | 0   |
| Passaggi deviati           | 18  |

Statistiche aggiornate alla stagione 2012